# Ben Amathila
Ben Amathila (* 1. Oktober 1938 in Walvis Bay, Südwestafrika) ist ein namibischer Politiker und ehemaliger Minister und Freiheitskämpfer. 
Er ist Ehemann der ehemaligen Vizepremierministerin Libertina Amathila.

## Politischer Werdegang
Amathila war ab 1959 in die Befreiungsbestrebungen Namibias involviert. Bis zu seinem Gang ins Exil 1966 war er aktiv am Aufbau der SWAPO beteiligt. 1969 war er eine Führungsfigur im SWAPO-Kongress im tansanischen Tanga. Wenig später wurde er Vertreter der SWAPO in Skandinavien und später Wirtschaftssekretär der SWAPO in Lusaka (Sambia) und Luanda (Angola).
Amathila war Mitglied der Verfassunggebenden Versammlung Namibias und anschließend von der Unabhängigkeit Namibias 1990 bis 2007 Mitglied der Nationalversammlung. Zwischen 1990 und 1993 war er Handelsminister, ehe er bis 2000 Informationsminister war. Nachdem er beim damaligen Staatspräsidenten Sam Nujoma in Ungnade gefallen war, verlor er im Kabinett Nujoma III ab 2000 seinen Ministerposten. 2007 schied er auf eigenen Wunsch als Abgeordneter aus. Er behielt bis dahin eine kritische Position gegenüber der regierenden SWAPO.